# 山風瀑布
山風瀑布位於花蓮縣卓溪鄉樂樂溪右岸支流、瀑水源於大里仙山北北東方，此地因時常有強勁的山谷風吹來，故名「山風」。山風溪谷坡陡流急，大小瀑布分布其間，其中有三座規模較大的瀑布，上瀑位於瓦拉米步道上游約250公尺處，瀑布標高約720公尺至650公尺，落差約70公尺。中瀑標高約595公尺至535公尺，分三層跌宕，落差約60公尺，瓦拉米布道的「山風二號橋」橫越於瀑布上方。下瀑位於瓦拉米步道下游約250公尺處，標高約460公尺至390公尺，落差約70公尺。。瓦拉米步道自登山口到山風二號吊橋間，平緩易行，路程約1.7公里，往返在2小時以內。吊橋旁岔路往下走約150個階梯，即是觀瀑平台，平台設有座椅，可在此休憩賞瀑。

## 交通資訊
- 自行開車：由 台9線花東公路行駛至玉里，轉 台30線往南安方向行駛至通車路段終點，即是瓦拉米步道登山口。

## 解
1. ↑  根據《臺灣通用電子地圖【NLSC】》、《農航所（正射影像圖）》對照。